# Polisy
Polisy település Franciaországban, Aube megyében. Lakosainak száma 176 fő (2022. január 1.). Polisy Arrelles, Avirey-Lingey, Balnot-sur-Laignes, Buxeuil, Celles-sur-Ource és Polisot községekkel határos.

## Népesség
A település népességének változása:
| Lakosok száma | 256  | 200  | 207  | 191  | 174  | 188  | 193  | 190  | 182  | 176  |
|               | 1968 | 1982 | 1990 | 2006 | 2013 | 2015 | 2017 | 2019 | 2020 | 2022 |